# Postmästare
Postmästare var en svensk yrkestitel och tjänstemannabefattning i Kungliga postverket.
Postmästaren var den ansvarige chefen för ett postkontor och dess verksamhet inkluderat de underpostkontor och poststationer som krävdes för att skapa rimliga avstånd till rikets alla medborgare. Medan poststationer fanns i de flesta lands- och stadskommunerna så fanns det betydligt färre postkontor och postmästare. Antalet postmästare var under 1900-talet 200 eller något fler.

## Verksamheten
Tjänsten innebar det absoluta ansvaret för den av staten inrättade infrastrukturen för brev fungerade till och från området. 
Alla nya lagar, dekret och tillkännagivanden från Kungl. Maj:t och statsförvaltningen behövde meddelas skriftligen (brevledes) för att vara juridiskt bindande liksom skrivelser i motsatt riktning. Samma brevförmedling tillhandahölls  mellan privatpersoner och för organisationer såväl inom hela landet som utrikes mot avgift (frimärke).

## Historia
Benämningen "postkontoret" var i början förbehållen den i Stockholm upprättade postanstalten och dess chef, som även var chef för hela postverket, förde ensam titeln  "postmästaren" eller "generalpostmästaren". Mycket snart fick dock beteckningarna "postkontor" och "postmästare" en allmännare användning. Då postverket grundades 1636 fick en av de först utnämnda postmästarna Anders Wechell uppdraget att inrätta postkontor, poststationer och brevhantering med geografisk spridning i riket.
Från början av 1800-talet uppstod runt om i Sverige ett bankväsende, inledningsvis vanligen i form av en lokal sparbank, varvid postkontoret även fick en allt viktigare roll som rikstäckande betalningsförmedlare, vilket även utmynnade i grundandet av  postsparbanken på 1880-talet samt Postgirot 1925.